# Devuan
Devuan és un fork del 2014 de la distribució Linux Debian que es presenta de manera predeterminada amb l'entorn d'escriptori Xfce. El seu principal objectiu és proporcionar una distribució que no tingui com a dimoni d'inicialització systemd, deixant escollir entre: sysvinit, runit o OpenRC. Systemd és present per defecte a Debian des de 2015. La versió 8 de Debian (Jessie), va adoptar systemd; provocant una presa de posició d'una part dels desenvolupadors i usuaris de la comunitat Debian, els autoanomenats Veteran Unix Admins (VUA), ja que systemd no respecta el principi KISS (Keep It Simple, Stupid). Devuan també disposa d'un repositori propi per a garantir que els paquets funcionin amb els inits emprats i traient les dependències de systemd.